# اچ‌ام‌سی‌اس رستلس
اچ‌ام‌سی‌اس رستلس (به انگلیسی: HMCS Restless) یک کشتی است.